# Dolichopeza (Nesopeza) imitator
Dolichopeza (Nesopeza) imitator is een tweevleugelige uit de familie langpootmuggen (Tipulidae). De soort komt voor in het Palearctisch gebied.